# Křížová cesta (Rokycany)
Křížová cesta v Rokycanech se nachází na severovýchodním okraji města na vrchu Kalvárie, u přírodní památky Rokycanská stráň. Křížová cesta a kaple jsou chráněny jako nemovitá kulturní památka.

## Historie
Křížová cesta byla postavena po roce 1857. Tvoří ji třináct kamenných sloupků v podobě Božích muk. Na podstavci je usazen dřík s vrcholovou hlavicí očíslovanou římskou číslicí. Jako čtrnácté zastavení je kaplička Panny Marie na návrší Kalvárie.
Pod vrchem Kalvárie nechala roku 1768 postavit Rosina Krieslová barokní kapli Panny Marie Bolestné. Od ní chodila ke kříži na vrcholu kopce na Velký Pátek procesí. Roku 1857 byla na Kalvárii postavena kaplička v neorománském stylu. Poté byla mezi oběma kaplemi vybudována křížová cesta.
Roku 2014 byla křížová cesta rekonstruována.